# Maria Plaza i Montaner
Maria Plaza i Montaner (Palma, 1909-1990) fou una mestra, farmacèutica i activista mallorquina.
Plaza va desenvolupar la seva primera professió com a mestra al poble de Búger i ja des de ben jove va participar activament a la política amb els seus pensaments ideològics. Es va casar amb Andreu Crespí i Salom, amb el qual va tenir un fill, Andreu Crespí Plaza. Durant la República va desenvolupar una important activitat política. Va ser militant del Partit Socialista des de 1930 i del sindicat Unió General de Treballadors (UGT), però amb l'inici de la Guerra Civil augmentaren els problemes i, convençuda que mai podria reingressar al partit, va decidir estudiar farmàcia a la Universitat Autònoma de Madrid, on es llicencià l'any 1950.
Va exercir d'apotecària a sa Calatrava durant tota la vida, on va gaudir d'una gran influència sobre els ciutadans que acudien a la farmàcia per curar les seves ferides, però també a demanar consell. Va lluitar activament pels problemes socials dels més desfavorits sense por a represàlies, ja que, com ella deia,"Què hi podia perdre?".
El 1989 mor a Palma i el 1990 es fundaren un centre cultural i una associació de la tercera edat que duen el nom de Maria Plaza, els Hostalets. El 1992, li varen concedir el premi Rosa Manzano per la seva activitat destacada en el camp social.